# Театар у Срба
Театар у Срба је југословенска и српска телевизијска серија. Аутор и уредник је био Владимир Арсић, серију је режирао Петар Теслић, а сценарио су написали Драгана Бошковић, Добривоје Илић, Рашко В. Јовановић, Зоран Јовановић, Божидар Ковачек, Васо Милинчевић, Душан Рњак и Слободан Стојановић. Снимана је током пет година, 1991. до 1996. године, и премијерно приказивана од 1996. до данас. на Телевизији Београд, а снимљено је  10 епизода. Директор фотографије био је Мирољуб Поповић.

## Епизоде
| Сезона | Епизода | Назив                                 | Датум |
| ------ | ------- | ------------------------------------- | ----- |
| 1      | 1       | Трагови                               | 1991  |
| 1      | 2       | Рускословенско доба                   | 1991  |
| 1      | 3       | Просвећеност                          | 1992  |
| 1      | 4       | Јоаким Вујић                          | 1992  |
| 1      | 5       | Јован Стерија Поповић                 | 1993  |
| 1      | 6       | Летеће дилетантско друштво            | 1993  |
| 1      | 7       | Српско народно позориште у Новом Саду | 1994  |
| 1      | 8       | Позориште се рађа у Београду          | 1994  |
| 1      | 9       | Позоришта Србије                      | 1995  |
| 1      | 10      | Прелазак у XX век — Бранислав Нушић   | 1995  |

## Улоге
| Глумац                   | Улога                       |
| ------------------------ | --------------------------- |
| Љуба Тадић               | беседник                    |
| Даница Радуловић         | глумица 3                   |
| Радоје Чупић             | Лаза Костић                 |
| Петар Краљ               | Јоаким Вујић                |
| Михаило Јанкетић         |                             |
| Тихомир Арсић            | цариник                     |
| Предраг Ејдус            | Јован Стерија Поповић       |
| Вера Чукић               | Милка Гргурова              |
| Наташа Лучанин           |                             |
| Велимир Животић          | Јован Ђорђевић              |
| Божидар Стошић           | Чича Илија Станојевић       |
| Петар Банићевић          | Јосип Рајић                 |
| Драган Којић             |                             |
| Андрија Ковач            |                             |
| Душанка Кукољ            |                             |
| Љиљана Међеши            |                             |
| Северина Милетић         |                             |
| Драгиша Милојковић       |                             |
| Саша Морича              |                             |
| Божидар Павићевић        | Емануел Козачински          |
| Ненад Пећинар            |                             |
| Елизабета Поповић        |                             |
| Моника Ромић             |                             |
| Предраг Тодоровић        |                             |
| Сава Анђелковић          |                             |
| Горан Беланчевић         |                             |
| Данило Чолић             |                             |
| Драго Чумић              |                             |
| Владимир Цвејић          |                             |
| Светозар Цветковић       | Архангел Гаврило            |
| Небојша Дугалић          |                             |
| Катарина Гојковић        | Дева Марија                 |
| Зоран Костадиновић       |                             |
| Драган Мићановић         |                             |
| Милан Михаиловић         |                             |
| Предраг Милинковић       |                             |
| Мило Мирановић           |                             |
| Жељко Митровић           |                             |
| Драган Млађеновић        |                             |
| Ненад Ненадовић          | Доситеј Обрадовић           |
| Марко Николић            | Карађорђе Петровић          |
| Маријана Петровић        |                             |
| Ева Рас                  |                             |
| Миодраг Ристић           |                             |
| Горан Султановић         |                             |
| Мирсад Тука              |                             |
| Милош Жутић              | Гаврил Стефановић Венцловић |
| Неда Арнерић             |                             |
| Душан Булајић            |                             |
| Наталија Влаховић        |                             |
| Стојан Дечермић          |                             |
| Богољуб Динић            |                             |
| Милан Ерак               | Димитрије Гирол             |
| Бранко Јеринић           | Атанасије Николић           |
| Ерол Кадић               |                             |
| Боривоје Кандић          | Вук Стефановић Караџић      |
| Раде Марковић            | Кир Јања                    |
| Томислав Пејчић          |                             |
| Бранислав Платиша        |                             |
| Сандра Родић-Јанковић    |                             |
| Ружица Сокић             | Јуца                        |
| Тихомир Станић           |                             |
| Миле Станковић           |                             |
| Давид Тасић              |                             |
| Јелица Теслић            |                             |
| Млађа Веселиновић        |                             |
| Иван Бекјарев            |                             |
| Дејан Чавић              |                             |
| Синиша Ћопић             |                             |
| Ивана Деспотовић         |                             |
| Славица Ђорђевић         |                             |
| Елизабета Ђоревска       | Славка                      |
| Душан Голумбовски        |                             |
| Ђорђе Јовановић          |                             |
| Данило Лазовић           |                             |
| Јован Милићевић          |                             |
| Драган Николић           | Михаило Обреновић           |
| Милан Плетл              |                             |
| Миодраг Радовановић      | Јован Кнежевић              |
| Јелисавета Саблић        |                             |
| Љубивоје Тадић           |                             |
| Бранко Вујовић           | Јован Суботић               |
| Душан Вујновић           |                             |
| Станимир Аврамовић       |                             |
| Снежана Бећаревић        |                             |
| Мирослав Бијелић         | Стеван Сремац               |
| Миодраг Брезо            |                             |
| Бранимир Брстина         | Бранислав Нушић             |
| Милутин Бутковић         |                             |
| Љубомир Ћипранић         |                             |
| Богдан Диклић            |                             |
| Александар Груден        |                             |
| Димитрије Илић           |                             |
| Драгослав Илић           |                             |
| Бранислав Цига Јеринић   | путујући глумац             |
| Војин Кајганић           |                             |
| Слободан Колаковић       |                             |
| Љиљана Крстић            | путујућа глумица            |
| Предраг Лаковић          |                             |
| Весна Малохоџић          |                             |
| Оливера Марковић         | глумица 2                   |
| Никола Милић             | Милан Предић                |
| Михајло Бата Паскаљевић  |                             |
| Душан Петровић           |                             |
| Алек Родић               |                             |
| Радмила Савићевић        | глумица 1                   |
| Никола Симић             |                             |
| Боривоје Бора Стојановић |                             |
| Милан Штрљић             |                             |
| Марко Тодоровић          |                             |
| Оливера Викторовић       | Жанка Стокић                |
| Миња Војводић            |                             |
| Аљоша Вучковић           | Костина жена Мила           |
| Младен Недељковић Млађа  |                             |

Комплетна ТВ екипа  ▼
Уредник: Владимир Арсић
Сниматељ: Мића Поповић
|  | Редитељ         | Петар Теслић                              | (10 еп. 1991—1995)                   |
|  | Сценариста      | Драгана Бошковић                          | (2 еп. 1991—1994)                    |
|  | Сценариста      | Добривоје Илић                            | (2 еп. 1992—1995)                    |
|  | Сценариста      | Рашко В. Јовановић                        | (2 еп. 1994—1995)                    |
|  | Сценариста      | Зоран Јовановић                           | (1 еп. 1992)                         |
|  | Сценариста      | Божидар Ковачек                           | (1 еп. 1993)                         |
|  | Сценариста      | Васо Милинчевић                           | (1 еп. 1993)                         |
|  | Сценариста      | Душан Рњак                                | (1 еп. 1991)                         |
|  | Сценариста      | Слободан Стојановић сарадник на сценарију | (10 еп. 1991—1995)                   |
|  | Сценограф       | Живорад Кукић                             | (10 еп. 1991—1995)                   |
|  | Костимограф     | Загорка Стојановић                        | (10 еп. 1991—1995)                   |
|  | Одсек за шминку | Нина Башић                                | асистент шминкера (10 еп. 1991—1995) |
|  | Одсек за шминку | Анђелка Јовановић                         | шминкер (непознат број епизода)      |